# Wish : Asha et la Bonne Étoile
Série Classiques d'animation Disney
Avalonia : L'Étrange Voyage
(2022) Vaiana 2
(2024)
Pour plus de détails, voir Fiche technique et Distribution.
Wish : Asha et la Bonne Étoile ou Le Souhait : Asha et la Bonne Étoile au Québec (Wish) est un long métrage d'animation musical américain de Chris Buck et Fawn Veerasunthorn (en) sorti en 2023. Il s'agit du 62e « Classique d'animation » des studios Disney.
Combinant animation par ordinateur et animation traditionnelle à l'aquarelle, le film reprend un thème majeur de nombreux films Disney, à savoir la concrétisation des souhaits, avec des « clins d'œil » aux « classiques » à l'occasion du 100e anniversaire des studios.
Le développement de Wish a commencé en 2018 mais n'a été rendu public qu'à partir du 21 janvier 2022 lorsque Jennifer Lee a annoncé écrire un film original pour Walt Disney Animation Studios. En septembre 2022, le projet a été officiellement annoncé, le titre étant révélé en même temps que la distribution vocale. Julia Michaels et Benjamin Rice ont été engagés pour écrire les chansons du film, tandis que David Metzger (en), orchestrateur habituel de Disney, a composé la musique.
Dans le royaume de Rosas, situé au large de la péninsule Ibérique, une jeune fille de 17 ans, Asha, ressent une obscurité que personne d'autre ne perçoit, ce qui l'amène à lancer un appel passionné aux étoiles dans un moment de besoin. Une véritable étoile du ciel, nommée Star, répond au souhait d'Asha. Elle devra empêcher le roi Magnifico de réaliser un plan cruel.

## Synopsis
Le roi Magnifico et son épouse la reine Amaya établissent le royaume de Rosas sur une île de la mer Méditerranée. Ayant étudié la sorcellerie après avoir perdu sa famille, Magnifico est capable d'exaucer les plus grands désirs de ses sujets. À l'âge de 18 ans, chacun des citoyens renonce au souvenir de son souhait, qui est confisqué et protégé par le roi jusqu'à ce qu'il puisse les exaucer. Une fois par mois, au cours d'une cérémonie, Magnifico choisit d'accorder un souhait.
Asha, 17 ans, se prépare à passer un entretien pour le poste d'apprentie de Magnifico le jour du 100e anniversaire de son grand-père Sabino ; elle espère que Magnifico exaucera le souhait de Sabino, celui d'inspirer les gens. La rencontre se passe bien jusqu'à ce qu'Asha demande que le souhait de Sabino soit exaucé, ce que Magnifico refuse, entrevoyant une menace potentielle envers son royaume et son pouvoir. Asha se rend compte que Magnifico n'a jamais eu l'intention d’exaucer tous les souhaits, ni de rendre les souhaits non exaucés à leurs propriétaires, et lorsqu'elle remet en question ses méthodes, Magnifico refuse de la prendre comme apprentie et d'exaucer les souhaits des membres de sa famille.
Asha essaie de convaincre Sabino et sa mère Sakina que Magnifico les trompe, mais n'y parvient pas. Désemparée, elle adresse son propre vœu à une étoile. À sa grande surprise, l'étoile descend du ciel sous la forme d'une boule de lumière magique, qu'Asha appelle Star. La magie de Star donne aux animaux de la forêt, y compris à la chèvre de compagnie d'Asha, Valentino, la capacité de parler, ce qui incite Asha à faire appel à Star pour récupérer les souhaits de sa famille. La présence de Star est ressentie par tout le royaume, et Magnifico se sent menacé. Asha demande l’aide de ses amis Dahlia, Bazeema, Dario, Gabo, Hal, Safi
et Simon pour distraire Magnifico. Durant l’annonce de Magnifico, tous les citoyens remettent en question la protection de leurs souhaits, ce qui énerve le roi, et malgré les supplications d'Amaya, il se tourne vers la magie interdite ; pour se maintenir au pouvoir, il se confectionne un sceptre à partir des vœux de ses sujets afin de capturer l’étoile.
Asha récupère le souhait de Sabino, qui est ravi de pouvoir s'en souvenir, mais Magnifico cherche à les arrêter après avoir été informé qu'Asha était responsable de l’invocation de Star. Corrompu par la magie interdite, Magnifico a l'intention d'utiliser la magie de Star et des souhaits de Rosas pour augmenter ses propres pouvoirs, forçant Sabino et Sakina à fuir vers une île voisine, tandis qu'Asha, Star et Valentino restent derrière pour libérer les souhaits des autres citoyens. On découvre que Simon a dénoncé Asha à Magnifico en échange de la réalisation de son souhait. Magnifico exauce ce dernier en faisant de lui un chevalier, mais il se retrouve envoûté par le roi et doit lui servir d'homme de main et l'aider à capturer Asha.
Asha rassemble ses autres amis avec la reine Amaya, qui les rejoint également après avoir découvert la corruption de Magnifico. Alors que ses amis infiltrent l’atelier de Magnifico et ouvrent le plafond pour libérer les souhaits, Asha essaie de distraire Magnifico avec une baguette magique confectionnée par Star, mais Simon, déguisé, parvient à l'abuser. Magnifico monte dans la tour du château, absorbant la puissance de chaque souhait et piège Star dans son sceptre. Asha tente de l'arrêter, mais est facilement vaincue. Magnifico obscurcit le ciel pour empêcher les citoyens d'adresser leurs souhaits à d'autres étoiles.
Ne voulant pas abandonner, Asha encourage les citoyens à faire le vœu de changer l'avenir de Rosas au plus profond de leurs cœurs. La force de leur désir collectif finit par libérer Star du sceptre de Magnifico, le piégeant dans le miroir de son sceptre avant de l'envoyer au donjon, tandis que les citoyens récupèrent les souhaits confisqués, désormais déterminés à les accomplir.
Amaya devient le seul souverain de Rosas, aidant les citoyens à réaliser leurs souhaits par eux-mêmes. Simon, empli de regrets, est pardonné par Asha et ses amis. Star offre à Asha une nouvelle baguette magique afin qu'elle puisse inspirer les gens à continuer de rêver, puis elle retourne dans le ciel, parmi les autres étoiles.
Dans le post-générique, Sabino joue l’hymne de la Walt Disney Company « Quand on prie la bonne étoile » sur sa guitare.

## Fiche technique
- Titre original : Wish
- Titre français : Wish : Asha et la Bonne Étoile
- Titre québécois : Le Souhait : Asha et la Bonne Étoile
- Réalisation : Chris Buck et Fawn Veerasunthorn
- Scénario : Jennifer Lee et Allison More
- Musique : David Metzger
- Production : Peter Del Vecho et Juan Pablo Reyes
- Sociétés de production : Walt Disney Pictures, Walt Disney Animation Studios
- Sociétés de distribution : Walt Disney Studios Motion Pictures
- Budget : 200 millions $
- Pays de production :  États-Unis
- Langue originale : Anglais
- Format : couleur (Technicolor) - Codex - 2,55:1 (CinemaScope) - son Dolby Digital DTS
- Genre : animation, fantasy, musical
- Durée : 92 minutes[2]
- Dates de sortie :
  - Canada / États-Unis : 22 novembre 2023
  - France : 29 novembre 2023

## Distribution

### Voix originales
Sauf indication contraire, les informations mentionnées dans cette section peuvent être confirmées par la base de données cinématographiques IMDb,  présente dans la section « Liens externes ».
- Ariana DeBose : Asha
- Chris Pine : le roi Magnifico
- Angelique Cabral : la reine Amaya
- Alan Tudyk : Valentino
- Victor Garber : Sabino
- Natasha Rothwell : Sakina
- Nasim Pedrad : Sania
- Jennifer Kumiyama : Dahlia
- Evan Peters : Simon
- Harvey Guillén : Gabo
- Ramy Youssef : Safi
- Niko Vargas : Hal
- Della Saba : Bazeema
- Jon Rudnitsky : Dario

### Voix françaises
- Océane Demontis : Asha
- Lambert Wilson : le roi Magnifico
- Isabelle Adjani : la reine Amaya
- Sophie Delmas : la reine Amaya (chant)
- Gérard Darmon : Valentino
- Patrick Raynal : Sabino
- Annie Milon : Sakina
- Camille Timmerman : Dahlia
- Donald Reignoux : Simon
- Tom Almodar : Gabo
- Hervé Rey : Safi
- Aurélie Konaté : Hal
- Lisa Caruso : Bazeema
- Julien Crampon : Dario

Version française réalisée par Dubbing Brothers ; direction artistique : Barbara Tissier (dialogues) et Quentin Bachelet (chansons) ; adaptation des dialogues et des chansons : Houria Belhadji
Source : Newsroom.Disney.fr

### Voix québécoises
- Sofia Blondin : Asha
- Océane Demontis : Asha (chant)
- Adrien Bletton : le roi Magnifico
- Catherine Proulx-Lemay : la reine Amaya
- Julie Leblanc : la reine Amaya (chant)
- Louis-Philippe Dandenault : Valentino
- Normand D'Amour : Sabino
- Florence Blain Mbaye : Sakina
- Sandrine Fagnant : Dahlia
- Nicolas Poulin : Simon
- Louis-Julien Durso : Gabo
- Nicolas de Passillé-Scott : Safi
- Naïla Louidort : Hal
- Élisabeth Gauthier-Pelletier : Bazeema
- Philippe Vanasse-Paquet : Dario

Version québécoise réalisée par Difuze (Québec) et Dubbing Brothers (France) ; adaptation des dialogues et des chansons : Valérie Bocher (Québec) et Houria Belhadji (France) ; direction artistique : Natalie Hamel-Roy; direction musicale : Manuel Tadros, Daniel Scott (Québec), Quentin Bachelet (France) ; direction des chœurs : Mark Giannetti et Josée Destrempes
Source : Doublage Québec

## Production

### Développement
Wish a commencé son développement en 2018, mais celui-ci n'a pas été publiquement révélé avant le 21 janvier 2022, lorsqu'il a été annoncé que Jennifer Lee écrivait un film original pour les Walt Disney Animation Studios,.
Le 9 septembre 2022, lors de la présentation de la D23 Expo 2022, Disney Animation a annoncé le titre du film, ainsi que l'équipe de réalisation composée de Chris Buck et Fawn Veerasunthorn, et de Peter Del Vecho et Juan Pablo Reyes en tant que producteurs. Il a également été annoncé que le style artistique combinerait l'apparence de l'animation traditionnelle de Disney en aquarelle et l'animation par ordinateur, que la société utilise dans sa période moderne,. Veerasunthorn a déclaré qu'elle était « enthousiaste à l'idée de rendre hommage à Walt Disney avec ce film. Notre équipe d'art et de technologie travaillerait ensemble pour trouver comment combiner l'apparence de l'illustration du XXe siècle qui a inspiré Walt Disney avec la technologie CG que nous avons aujourd'hui. »
À l'origine, l'animation du film devait être entièrement traditionnelle, mais il a été décidé ultérieurement de la combiner avec l'animation par ordinateur car l'animation 2D seule présentait trop de limitations sur le plan des mouvements de caméra et de la représentation des personnages.

### Distribution
Le 9 septembre 2022, lors de la D23 Expo 2022, Ariana DeBose et Alan Tudyk ont été annoncés pour les rôles principaux d'Asha et Valentino, respectivement. Le 26 avril 2023, lors du CinemaCon, il a été annoncé que Chris Pine prêterait sa voix au roi Magnifico. Jennifer Lee a déclaré à propos de Pine : « En tant que personne la plus puissante du royaume, le roi Magnifico devait être interprété par quelqu'un capable de donner tout le charme, l'ingéniosité et le charisme à ce personnage magnanime, et Chris apporte magnifiquement tout cela, et bien plus encore. » Le 18 septembre 2023, Angelique Cabral a été annoncée comme la voix de la femme du roi Magnifico, la reine Amaya. Le reste de la distribution a été annoncé avec la sortie de la bande-annonce complète.

## Musique
Julia Michaels a été engagée pour écrire des chansons originales pour Wish, ce qui fut révélé lors de la D23 Expo en septembre 2022. En avril 2023, il a été confirmé que Dave Metzger composerait la musique du film, tandis que Benjamin Rice se joignait à Michaels pour écrire les chansons. En avril, Disney a montré un extrait d'Asha chantant la chanson This Wish lors du CinemaCon, que les reporters de Deadline Hollywood ont décrite comme « un hymne à la fois joli et puissant ». Le 18 octobre 2023, il a été révélé que JP Saxe avait également rejoint l'équipe de paroliers.
Lors de l'émission Good Morning America du 16 octobre 2023 (le 100e anniversaire officiel du studio Disney), il a été annoncé que les chansons de la bande originale sortiraient chaque mercredi à partir du 18 octobre 2023, avec This Wish. La bande originale sera publiée le 17 novembre 2023 par Walt Disney Records.

## Sortie
La sortie en salle de Wish est prévue le 22 novembre 2023. Le 16 février 2023, à la suite des échecs commerciaux des films de la société Avalonia : L'Étrange Voyage et de Buzz l'éclair de Pixar (tous deux en 2022), Disney aurait envisagé de prolonger la fenêtre de sortie en salles de Wish et de Élémentaire de Pixar dans l'espoir de ramener les familles dans les cinémas,. Le 15 juin 2023, lors du Festival international du film d'animation d'Annecy, vingt minutes de séquences de Wish ont été projetées.
En juillet 2023, il a été rapporté que Disney envisageait de reporter certaines de leurs sorties de 2023, dont Wish, en raison des grèves en cours à Hollywood.
Le montant des recettes à sa sortie aux États-Unis constitue l'un des pires démarrages pour une production maison et est jugé « catastrophique »,.

### Marketing
Lego a sorti trois ensembles basés sur des scènes du film le 1er octobre 2023. Funko et Mattel ont également sorti des jouets et des figurines basés sur les personnages du film le 4 octobre 2023,. Le 29 septembre 2023, Disney a annoncé que la bande-annonce officielle du film était devenue la bande-annonce la plus vue de tous leurs films d'animation depuis La Reine des neiges 2 (2019), avec plus de 66,5 millions de vues dans le monde entier sur toutes les plateformes en ligne, dépassant les 20 millions de vues de la bande-annonce teaser sortie plus tôt dans l'année et devenant la bande-annonce la plus vue pour un film Disney sur TikTok. L'originalité du film, ses personnages, sa musique et la position de King Magnifico dans l'histoire en tant que méchant du film ont été salués sur les réseaux sociaux.
Le 4 octobre 2023, Disney a annoncé une campagne « Wish Together » en partenariat avec la Make-A-Wish Foundation, à laquelle Disney donnerait 10 % du prix de vente de chaque article de marchandise individuel du film, jusqu'à 1 million de dollars. Lors du Destination D23 en septembre 2023, il a été annoncé qu'Asha apparaîtrait comme personnage pour des rencontres au Disney Parks tout au long du mois de novembre pour promouvoir le film. Tout au long de la campagne marketing, la distribution du film n'a pas pu participer à ces événements en raison des restrictions imposées par la grève SAG-AFTRA de 2023.

## Réception critique
Le site Allociné a attribué au film une moyenne de 2,5/5 basée sur l'interprétation de 24 critiques de presse.
Le Point juge que le scénario est « faiblard », l'esthétique « ringarde » et que le film a un « rythme de mule rhumatisante ». Selon le magazine, les personnages « manquent singulièrement de substance » et l'intrigue « souffreteuse […] échoue autant à nous faire rire qu'à nous émouvoir ». Le Parisien considère que le film « se rate tant sur son scénario que sur son graphisme ». CNews déplore également que « le scénario manque de profondeur et d’originalité, tout comme les chansons. »
À contrario, le HuffPost estime que ce film qui se veut « pertinent pour les spectateurs d’aujourd’hui », se met « toutes les chances de son côté pour plaire aux fans ».

## Nomination
- Golden Globes 2024 : meilleur film d'animation

## Allusions aux dessins-animés Disney
Le film est parsemé de nombreux clins d'œil et d'Easter egg à l'univers Disney pour le centenaire du studio d'animation,.
- Le concept de l'étoile à vœu est une référence à Pinocchio, La Princesse et la Grenouille et Raiponce.
  - Dans la scène post-générique, le grand-père d'Asha compose Quand on prie la bonne étoile.
- De nombreux hidden Mickeys sont dissimulés dans le film, notamment sur un parchemin de Magnifico, sur une pièce montée et dans les feux d'artifice de la fin du film.
- L'apparence de Star est directement inspirée de Mickey Mouse, tandis que sa petite taille, son mutisme et ses pouvoirs sont similaires à ceux de la Fée Clochette.
- Après le numéro musical I'm a Star, Bambi remercie Petit Jean de ne pas l'avoir mangé.
- Les trois vœux que Magnifico détruit sont des références à Peter Pan, Mary Poppins et La Petite Sirène.
- À la fin du film, un garçon appelé Peter, habillé comme Peter Pan, souhaite construire une machine volante.
- À l'instar du studio, le grand-père d'Asha a 100 ans.
- Dans la bibliothèque de Magnifico, Star fait voler les livres comme Merlin l'enchanteur.
- Le souhait de Valentino est que tous les mammifères vivent ensemble, égaux et habillés, comme dans Zootopie.
- L'un des villageois rêve d'une chevelure très longue, à l'instar de celle de Raiponce. Pendant la visite de Rosas, l'un des habitants réalise un grand dessin à la craie sur le sol de la ville, comme celui que Raiponce réalise à Corona lors de sa visite avec Flynn Rider.
- Les fleurs chantantes sont une référence à Alice au pays des Merveilles, tandis que les champignons parlants font une référence à Hans de La Reine des Neiges en version originale.
- L'une des poses que prend Asha pour ouvrir la porte qui donne sur la salle des vœux est la même que celle d'Elsa lorsque celle-ci doit se défendre dans son palais contre les hommes de Hans (dans La Reine de Neiges).
- De nombreux personnages et objets représentent des productions Disney : un raton-laveur et un vieil arbre se mettent à chanter, en hommage à Meeko et Grand-mère Feuillage de Pocahontas ; une tasse ébréchée, en hommage à Zip de La Belle et la Bête ; deux souris à l'apparence similaire à celle de Bernard et Bianca ; un couple d'écureuils, en hommage à Merlin l'enchanteur.
- Les amis d'Asha qui jouent de la musique avec des objets pendant la chanson Ce n'est plus mon roi sont une référence aux gorilles qui, dans Tarzan, se lancent dans un concert avec les objets du campement de Jane et de son père.
- Les ombres qui défilent sur le mur pendant la chanson Ce n'est plus mon roi reprennent l'esthétique de celles qui défilent sur les murs de la cathédrale dans Le Bossu de Notre-Dame, pendant la chanson Les Bannis ont droit d'amour.

### Blanche-Neige et les Sept Nains
- L'animation et l'ouverture du film sont une référence à Blanche-Neige et les Sept Nains.
- Magnifico prononce « Miroir magique au mur », formule utilisée par la reine-sorcière. Les marches de son antre sont également similaires à celles de la reine-sorcière.
- Les amis d'Asha ont des prénoms (en version originale) et des costumes inspirés des sept nains. Pendant la chanson Ce n'est plus mon roi, ils marchent en ligne comme les sept nains quand ils rentrent de la mine.
- Magnifico a une pomme rouge sur son bureau et Asha jette un sort accidentel sur une pomme rouge dans la forêt.
- Quand Magnifico est vaincu et enfermé dans un miroir, le visage du miroir magique peut être aperçu.

### La Belle au bois dormant
- Wish utilise le même format d'image que La Belle au bois dormant.
- Le tablier de Dahlia est inspiré des trois bonnes fées.
- Dans le vœu d'une des villageoises, cette dernière coud une robe similaire à celle d'Aurore.
- Quand Magnifico ensorcelle le royaume, les ronces magiques rappellent celles créées par Maléfique.

### Cendrillon
- La robe d'Asha est brodée de motifs représentant des graines de citrouille.
- Asha porte la tenue de la marraine la bonne fée.
- Star offre à Asha une baguette magique et cette dernière est nommée par l'un de ses amis comme leur « marraine la bonne fée ».
- Quand Asha tente d'échapper à Magnifico, la charrette qu'elle conduit se voit pousser des pattes par magie.

### La Petite Sirène
- Lorsque Magnifico s'approprie le pouvoir des vœux dans son antre, il prononce le titre de la chanson Pauvres âmes en perdition.
- Lorsque Magnifico fait sa première apparition publique après la création de son sceptre, les mains qui effrayent les foules sont les mêmes que celles d'Ursula lorsqu'elle s'apprête à prendre la voix d'Ariel.

### Le Roi lion
- Valentino décrit les étoiles comme des bulles de gaz, à l'instar de Pumbaa.
- Le père d'Asha dit à sa fille que les étoiles sont là pour les guider, comme Mufasa à Simba.
- Lorsque Asha et ses amis chantent leur plan de révolution contre Magnifico, Valentino est porté comme Simba lorsqu'il est présenté au peuple de la savane.